# BinaryStar
『BinaryStar』（バイナリースター）は、2014年9月4日にオトメイトから発売されたPlayStation Vita用女性向け恋愛アドベンチャーゲーム。

## あらすじ
7歳の少女・フウは、リビングで両親の死体を発見する。保護に来た天遣に、両親の死を尋ねると、フウの両親は"ホシ"を売るディーラーをなりわいとしており、それが原因で殺されたと答えた。
販売が禁じられてる"ホシ"を売っていたことに心を痛めたフウは、その罪を償うべく、天遣になることを誓った。
それから幾年が過ぎ、20歳になった彼女はクラウドの地域の一つであるアカツキを護る天遣になった。そして、任務の中で、彼女は"ホシ"と仲間たちの哀しい関係を知るのであった。

## 用語
クラウド
主人公らが住む国。
かつては警察組織が不要なほど平和だったが、発明されたホシの流行を原因とする混乱が原因で他国から見放された。
ホシ
キャンディのような商品。服用するといい夢を見られるが、心が悪意で満たされ人格も変わってしまうという恐ろしい副作用を抱えており、現在製造・発売は法律で禁じられている。
ホシクズ
ホシの服用者の俗称で、天上組織からはターゲットと呼ばれている。服用の度合いにより血や瞳の色が変わってくる。また、服用頻度が高いホシクズほど狂気に蝕まれる傾向にある。
ディーラー
ホシを入手して密売を行う個人・組織で、ホシクズ同様天上組織からはターゲットと呼ばれている。
天上組織
ホシに関連する事件を扱う組織で、天遣以外にも様々な部署が存在する。
天遣
天上組織の一部署で、街の中にある天遣塔で共同生活を送っている。様々な役割があり、武器をもってしてターゲットを罰するソルジャーや、ターゲットの分析を行うアナリシスがある。

## 登場人物

### 主要人物
ソラノ・フウ
ポジション - ソルジャー / 武器 - クナイ
本作の主人公。両親の死を機に天遣となった20歳の女性。両親の形見である星型のネックレスをつけている。
カミヤ・ユン
声 - 逢坂良太
ポジション - ソルジャー / 武器 - ボウガン
フウと同い年の青年。フウのことを気に入るあまり、口説こうとするため、他のメンバーから変態呼ばわりされている。明るく気さくな人物だが、ディーラーがターゲットの時は見境を失い、手にかけることがある。
コノミ・レイラ
声 - 櫻井孝宏
ポジション - ソルジャー / 武器 - 毒針
星空を眺めるのが好きな青年。友好的なユンとは対照的に、きつく冷たい性格であるため、"氷結人間"とあだ名されている。
ターゲットを殺さないという信条を持っており、メンバーの中で唯一殺傷能力の低い毒針を使っている。
ハルノ・ミクト
声 - 小野賢章
ポジション - ソルジャー / 武器 - 刃物つきの糸
メンバーの一人で、チーム内では最年少。普段は自信なさげな態度をとるが、照れるといった感情の高ぶりで人格が変わってしまう。
カノウ・チカイ
声 - 鈴村健一
ポジション - アナリシス
メンバーの一人で、チーム内では最年長だが、最年少のミクト以上に幼い印象を醸し出している。ホシに関して詳しい。かなりの甘党で、塩辛い食べ物にも甘いソースをかけて食べるほど。
ナナセ・イヅキ
声 - 吉野裕行
ポジション - ソルジャー / 武器 - ムチ
フウたちのチームの統括者で、大天遣の称号を持つ。経験豊富で、天遣の裏事情にも詳しい。
サクライ・ナチ
声 - 蒼井翔太
ポジション - バトラー
チーム内の世話人。家事のほかにも遺体処理なども行う。～ッスが口癖。
ヒュウガ・ジロ
声 - 藤原啓治
ポジション - 隠れ天遣
メンバーの一人で、ボサボサ頭が特徴。一般市民に紛れて街の監視を行い、その情報をチームに与える役割を持つ。いわゆる情報屋であるため、前線に出ることはまれ。

### その他の人物
クルス・キリ
声 - 大島崚
フウ達の前にたびたび現れる謎めいた青年。チェスが趣味で、人間を駒にたとえることが多い。
謎の青年
声 - 鳥海浩輔
帽子を目深にかぶり、マントを身にまとった青年で、ミチルの友人にあたる。
ニイナ・ミチル
声 - 入江玲於奈
謎の青年の友人。性格は気さくで明るいが、泣き虫な所もある。
ユキノ・チアキ
声 - 鈴木裕斗
アカツキにある学校の高校3年生。クラスではあまり目立たないらしい。
アサギリ・アユミ
声 - 津田健次郎
ポジション - ソルジャー
殉職したアカツキの天遣。イヅキの先輩で、彼とよく任務にあたっていた。
てふてふ
声 - 赤堀可乃子
天遣一人一人につく浮遊型ロボット。通信機としての使用がメインだが、それ以外の機能もある。

## 主題歌
オープニングテーマテーマ「Scapegoat」
作詞 - 智 / 作曲 - Tohya / 歌 - vistlip
エンディングテーマ「You're my jewel」
作詞 - 黒崎真音 / 作曲・編曲 - 柿島伸次 / 歌 - Ray